# Анаполис (микрорегион)

Анаполис на карте.

Анаполис (порт. Microrregião de Anápolis) — микрорегион в Бразилии, входит в штат Гояс. Составная часть мезорегиона Центр штата Гойас. 
Население составляет 540 220 человек (на 2010 год). Площадь — 8346,661 км². Плотность населения — 64,72 чел./км².

## Демография
Согласно сведениям, собранным в ходе переписи 2010 г. Национальным институтом географии и статистики (IBGE), население микрорегиона составляет:						
| Полное население                             | Полное население                             | Полное население                             | Полное население                             | 540 220 |
| -------------------------------------------- | -------------------------------------------- | -------------------------------------------- | -------------------------------------------- | ------- |
| в том числе:                                 | Городское население                          | 500 975                                      | Процент городского населения, %              | 92,74   |
|                                              | Сельское население                           | 39 245                                       | Процент сельского населения, %               | 7,26    |
|                                              | Мужское население                            | 266 691                                      | Процент мужского населения, %                | 49,37   |
|                                              | Женское население                            | 273 529                                      | Процент женского населения, %                | 50,63   |
| Плотность населения, чел/км²                 | Плотность населения, чел/км²                 | Плотность населения, чел/км²                 | Плотность населения, чел/км²                 | 64,72   |
| Население микрорегиона в % к населению штата | Население микрорегиона в % к населению штата | Население микрорегиона в % к населению штата | Население микрорегиона в % к населению штата | 9,00    |

## Статистика
- Валовой внутренний продукт на 2003 год составляет 3 074 232 850,00 реалов (данные: Бразильский институт географии и статистики).
- Валовой внутренний продукт на душу населения на 2003 год составляет 6276,71 реалов (данные: Бразильский институт географии и статистики).
- Индекс развития человеческого потенциала на 2000 год составляет 0,762 (данные: Программа развития ООН).

## Состав микрорегиона
В составе микрорегиона включены следующие муниципалитеты:
1. Анаполис
2. Арасу
3. Бразабрантис
4. Кампу-Лимпу-ди-Гояс
5. Катураи
6. Дамоландия
7. Эйтораи
8. Иньюмас
9. Итабераи
10. Итагуари
11. Итагуару
12. Итаусу
13. Жарагуа
14. Жезуполис
15. Нова-Венеза
16. Ору-Верди-ди-Гояс
17. Петролина-ди-Гояс
18. Санта-Роза-ди-Гояс
19. Сан-Франсиску-ди-Гояс
20. Такуарал-ди-Гояс